# Cisco (Texas)
Cisco es una ciudad ubicada en el condado de Eastland en el estado de Texas, EE. UU. En el Censo de 2010 tenía una población de 3.899 habitantes y una densidad poblacional de 303,63 personas por km².

## Geografía
Cisco se encuentra ubicada en las coordenadas 32°23′6″N 98°58′49″O / 32.38500, -98.98028. Según la Oficina del Censo de los Estados Unidos, Cisco tiene una superficie total de 12.84 km², de la cual 12.83 km² corresponden a tierra firme y (0.06%) 0.01 km² es agua.

## Demografía
Según el censo de 2010, había 3.899 personas residiendo en Cisco. La densidad de población era de 303,63 hab./km². De los 3.899 habitantes, Cisco estaba compuesto por el 90.05% blancos, el 3.44% eran afroamericanos, el 1.18% eran amerindios, el 0.46% eran asiáticos, el 0.03% eran isleños del Pacífico, el 3.1% eran de otras razas y el 1.74% pertenecían a dos o más razas. Del total de la población el 13.16% eran hispanos o latinos de cualquier raza.